# Luis Carlos Perea
Luis Carlos Perea (Turbo, 1963. december 29. –), kolumbiai válogatott labdarúgó.
A kolumbiai válogatott tagjaként részt vett az 1990-es és az 1994-es világbajnokságon, illetve az 1987-es, az 1989-es, az 1991-es, az 1993-as Copa Américán.

## Sikerei, díjai
Atlético Nacional
- Kolumbiai bajnok (1): 1991
- Copa Libertadores győztes (1): 1989

Kolumbia
- Copa América bronzérmes (2): 1987, 1993